# 拉德斯托夫
拉德斯托夫是德国下萨克森州的一个市镇。总面积41.81平方公里，总人口1985人，其中男性1018人，女性967人（2011年12月31日），人口密度47人/平方公里。